# テナガカミキリ
テナガカミキリ（学名：Acrocinus longimanus）は、カミキリムシ科に属する甲虫の一種。Acrocinus 属は本種のみが分類される単型である。大型で特徴的な色彩を持ち、新熱帯区から知られている。

## 分類と名称
1758年にカール・フォン・リンネによって、『自然の体系』第10版の中で Cerambyx longimanus として初めて記載された。1806年にはヨハン・イリガーによって新設された Acrocinus 属に移された。本種のみで Acrocinus 属を構成するが、他の属との関係は明確ではない。テナガカミキリ族 Acrocinini には Acrocinus 属のみが含まれるか、他のいくつかの属も含まれるかについては議論がある。近年はテナガカミキリ族が単型とされる場合もあるが、形態学的特徴の分析から、Macropophora 属と Oreodera 属も含まれることが示されている。分布は非常に広いものの、形態学的および遺伝学的証拠から、隠蔽種は存在せず、広範囲に分布する単一種であることが支持されている。
英名の「Harlequin Beetle (道化師のカミキリムシ)」は、黒、橙赤色、緑がかった黄色の複雑な模様に由来する。種小名はラテン語で「長い手」を意味し、非常に長い雄の前脚に由来する。

## 形態
目立つ模様にも関わらず、地衣類や菌類に覆われた木の幹では保護色となる。頭胴長は4.3-7.5cmである。雄の前脚は異様に長く、体長よりも長い。カミキリムシの中で最も長い前脚を持つ種類だとされている。
雌雄は色や大きさが似ているものの、前脚の長さと形に性的二形がある。雄の前脚は大きく、最大15cmになり、長さは雌の2倍である。大型の雄の前脚の脛節は強く湾曲するが、雌では見られない。小型の雄では前脚の形状が雌と似る。

## 分布と生息地
メキシコから中南米、南はアルゼンチン北部のコリエンテス州とミシオネス州、ブラジル南部のリオグランデ・ド・スル州、パラグアイまで、アメリカ大陸の熱帯および亜熱帯地域に分布する。カリブ海のトリニダード・トバゴにも分布するが、バルバドスの記録は誤りであると考えられている。チリとウルグアイを除くすべての中央アメリカと南アメリカの国から記録されている。メキシコでの分布は不明な点があるものの、主に南部から知られており、メキシコ高原の西側に沿って北はシナロア州まで、東側に沿ってサン・ルイス・ポトシ州まで分布している。
一般的には原生林に生息するが、二次林や稀に都市部の緑地でも見られる。南アメリカ大陸では主にアマゾン熱帯雨林と大西洋岸森林に生息し、セラードやカーチンガからも知られている。南アメリカ大陸北部ではアンデス山脈の両側の湿潤および比較的乾燥した森林、渓谷、カリブ海沿岸地域に生息する。海抜2,150mまでの高度で記録されている。

## 生態と行動

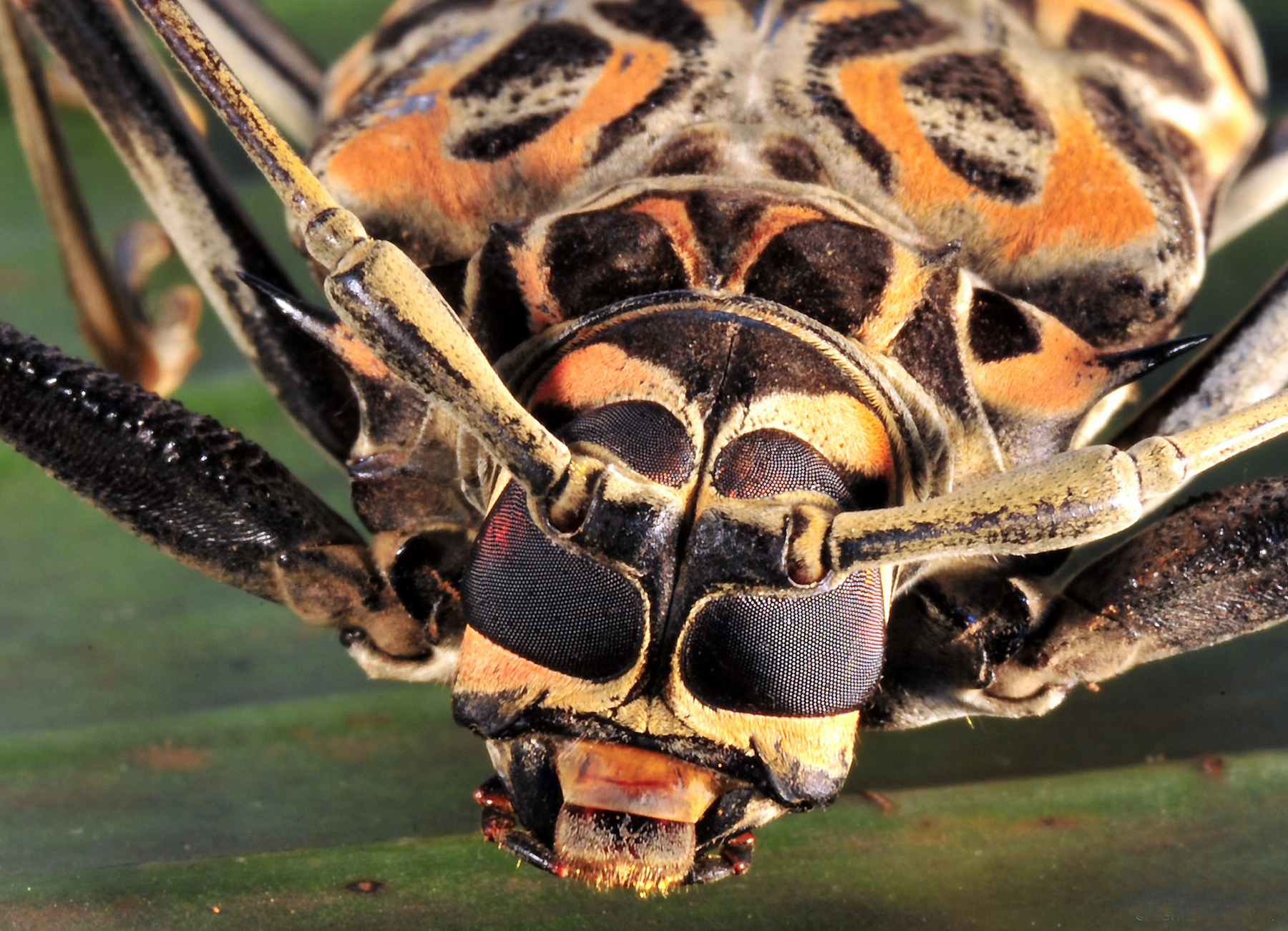
頭部

成虫の寿命は半年ほどで、樹液、木材、菌類、時には動物の糞を食べる。季節性があり、成虫は一年中見られるが、雨季の最初の数ヶ月間に最も豊富である。雄は雌の上に乗って求愛し、体長の倍以上の長さに達する前肢を拡げる。その後、雌は完全に雄の手の内に収まり、徐々に前に出た雄は雌の背中を舐めるような仕草をする。雄の発達した前脚は、最適な産卵場所をめぐって雄同士が争う際に役立つ。雄は幼虫の餌として雌が選ぶ可能性のある枯れ木や枯れかけている木から他の雄をはじき落とそうと、前脚を持ち上げて交戦する。雄は強力な大顎でお互いを噛もうとし、時には相手の触角や脚の一部を噛み切ることもある。一度場所を確保すると、雄は24時間その場所を守るが、雌は通常夜間に現れ、雌が到着すると雄は雌も守り始める。クワ科及びキョウチクトウ科の木がある熱帯林に生息し、成虫は主にゴムの原料となるパラゴムの木を傷つけ、その樹液を食べる。幼虫は主にクワ科やイチジク類の樹木を食べる。
主に夜間に飛び、倒れたばかりの木が多量に放出する樹液の匂いを感知して、その木を素早く見つけることができる。人工の光に引き寄せられることもある。雌は最近倒れた木に卵を産む傾向があるが、数ヶ月前に倒れたまだ腐っていない木、生きている木の枯れた部分、または弱った生きている木を使うこともある。まだ生きている木を使う場合、害虫とみなされることがある。基本的には枯れた木の分解の初期段階で重要な役割を果たし、他の種の生息地の形成にも役立つ。交尾と産卵は主に夕暮れか夜明けに行われる。パンノキ属、Bagassa guianensis、ラモンなどのラモン属、バターナット属、パナマゴムノキ、セイバ属、Clarisia 属、コウマ属、ゾウノミミ属、ユーカリ属(アメリカ大陸では外来)、イチジク属、Guazuma 属、インガ属、Lonchocarpus 属、ハリグワ属、パラハンコルニア属、Perebea 属、ワニナシ属、カカオなど、様々な種類の樹木に産卵する。雌は強力な大顎を用いて樹皮に円形、楕円形、三日月形の穴を開ける。穴は複数開けられ、直径は1.5-4cmである。穴は通常一定の間隔で、紐のように配置され、木に独特の模様を形成する。雌は各穴に1個の卵を置き、数時間から数日かけて通常15-20個の卵を産む。雌は最大で合計160個の卵を産む。卵が孵化すると、木材は幼虫の食料源となり、幼虫は木材内にトンネルを作る。蛹になる直前の幼虫は、体長が約13cmに達する。卵が産まれてから通常は4-12ヶ月で成虫が羽化して木材を脱出するが、最大で2年かかることもある。飼育されることは非常に稀だが、幼虫の食料源として、クワ属の切り出したばかりの木材、または昆虫飼育用の市販の混合物である桑のおがくずと、寒天に懸濁したモリンを人工的に混ぜたものが使われており、数世代にわたって飼育下繁殖に成功している。

## 他生物との関わり
カニムシが翅の下に隠れることがあり、これは他の生物を移動手段として利用する便乗の一種であると考えられる。あるケースでは、15匹のカニムシがテナガカミキリの翅の下に隠れていたが、それらの合計重量はカミキリの2.5％未満であった。いくつかのカニムシの種は、生息地間の分散を主に、または完全にテナガカミキリに依存している可能性がある。テナガカミキリが最近倒れた木を訪れることで、新しいカニムシのコロニーが形成され、次の世代のテナガカミキリが森の中で成虫になるまで隔離される。テナガカミキリの成虫が新しく出現すると、コロニーのカニムシが新しく付着し、サイクルが再び始まる。カニムシがテナガカミキリの体表のダニを食べ、代わりにテナガカミキリの表面で保護を受けるという共生関係がある可能性もある。

## 人との関わり
その大きさと珍しい外見から、昆虫採集の対象として人気がある。人間には基本的に無害だが、防御のために強力な大顎で噛み付くことがある。果樹を食害することもある為、農家からは害虫として警戒される。

### 研究
テナガカミキリにはAlo-1、Alo-2、Alo-3という3つの相同ペプチドが含まれている。Alo-3は Nakaseomyces glabratus という真菌に対して高いレベルの活性を持つ。この真菌による感染症の治療法は不足しており、テナガカミキリから発見されたペプチドによって、生命を脅かす重篤な感染症の治療に役立つ可能性がある。